# Nick Buoniconti
Nicholas „Nick“ Anthony Buoniconti (* 15. Dezember 1940 in Springfield, Massachusetts; † 30. Juli 2019 in Bridgehampton, New York) war ein AFL und NFL Linebacker. Er spielte nach seiner College-Karriere (Notre Dame) ab 1962 zunächst für die Boston Patriots und anschließend bis 1976 für die Miami Dolphins. Buoniconti erreichte mit den Miami Dolphins dreimal in Folge das Finale der NFL, den Super Bowl, und konnte diesen zweimal gewinnen. 2001 ging er in die Pro Football Hall of Fame ein.